# Coupe du monde de ski de fond 2015-2016
Navigation
2014-2015 2016-2017
La Coupe du monde de ski de fond 2015-2016 est la 35e édition de la Coupe du monde de ski de fond, qui se déroule annuellement par la FIS. Elle se déroule du 27 novembre 2015 au 12 mars 2016.
Elle est remportée par le Norvégien Martin Johnsrud Sundby, chez les messieurs, et la Norvégienne Therese Johaug, chez les dames.

## Programme de la saison
| \| Ruka Lillehammer Davos Toblach Lenzerheide Oberstdorf Val di Fiemme Planica Nové Město na Moravě Drammen Oslo Stockholm Falun Lahti \| Sites des compétitions en Europe |
| Ruka Lillehammer Davos Toblach Lenzerheide Oberstdorf Val di Fiemme Planica Nové Město na Moravě Drammen Oslo Stockholm Falun Lahti                                        |

| \| Gatineau Montréal Québec Canmore \| Sites des compétitions au Canada |
| Gatineau Montréal Québec Canmore                                        |

## Attribution des points

### Individuel

#### Épreuve simple
| Place  | 1er | 2e | 3e | 4e | 5e | 6e | 7e | 8e | 9e | 10e | 11e | 12e | 13e | 14e | 15e | 16e | 17e | 18e | 19e | 20e | 21e | 22e | 23e | 24e | 25e | 26e | 27e | 28e | 29e | 30e |
| ------ | --- | -- | -- | -- | -- | -- | -- | -- | -- | --- | --- | --- | --- | --- | --- | --- | --- | --- | --- | --- | --- | --- | --- | --- | --- | --- | --- | --- | --- | --- |
| Points | 100 | 80 | 60 | 50 | 45 | 40 | 36 | 32 | 29 | 26  | 24  | 22  | 20  | 18  | 16  | 15  | 14  | 13  | 12  | 11  | 10  | 9   | 8   | 7   | 6   | 5   | 4   | 3   | 2   | 1   |

#### Étape duNordic Opening(3), duTour de Ski(8) et duSki Tour Canada(8)
| Place  | 1er | 2e | 3e | 4e | 5e | 6e | 7e | 8e | 9e | 10e | 11e | 12e | 13e | 14e | 15e | 16e | 17e | 18e | 19e | 20e | 21e | 22e | 23e | 24e | 25e | 26e | 27e | 28e | 29e | 30e |
| ------ | --- | -- | -- | -- | -- | -- | -- | -- | -- | --- | --- | --- | --- | --- | --- | --- | --- | --- | --- | --- | --- | --- | --- | --- | --- | --- | --- | --- | --- | --- |
| Points | 50  | 46 | 43 | 40 | 37 | 34 | 32 | 30 | 28 | 26  | 24  | 22  | 20  | 18  | 16  | 15  | 14  | 13  | 12  | 11  | 10  | 9   | 8   | 7   | 6   | 5   | 4   | 3   | 2   | 1   |

#### Classement final duNordic Opening(3 étapes)
| Place  | 1er | 2e  | 3e  | 4e  | 5e | 6e | 7e | 8e | 9e | 10e | 11e | 12e | 13e | 14e | 15e | 16e | 17e | 18e | 19e | 20e | 21e | 22e | 23e | 24e | 25e | 26e | 27e | 28e | 29e | 30e |
| ------ | --- | --- | --- | --- | -- | -- | -- | -- | -- | --- | --- | --- | --- | --- | --- | --- | --- | --- | --- | --- | --- | --- | --- | --- | --- | --- | --- | --- | --- | --- |
| Points | 200 | 160 | 120 | 100 | 90 | 80 | 72 | 64 | 58 | 52  | 48  | 44  | 40  | 36  | 32  | 30  | 28  | 26  | 24  | 22  | 20  | 18  | 16  | 14  | 12  | 10  | 8   | 6   | 4   | 2   |

#### Classement final duTour de Ski(8 étapes)
| Place  | 1er | 2e  | 3e  | 4e  | 5e  | 6e  | 7e  | 8e  | 9e  | 10e | 11e | 12e | 13e | 14e | 15e | 16e | 17e | 18e | 19e | 20e | 21e | 22e | 23e | 24e | 25e | 26e | 27e | 28e | 29e | 30e |
| ------ | --- | --- | --- | --- | --- | --- | --- | --- | --- | --- | --- | --- | --- | --- | --- | --- | --- | --- | --- | --- | --- | --- | --- | --- | --- | --- | --- | --- | --- | --- |
| Points | 400 | 320 | 240 | 200 | 180 | 160 | 144 | 128 | 116 | 104 | 96  | 88  | 80  | 72  | 64  | 60  | 56  | 52  | 48  | 44  | 40  | 36  | 32  | 28  | 24  | 20  | 16  | 12  | 8   | 4   |

#### Classement final duSki Tour Canada(8 étapes)
| Place  | 1er | 2e  | 3e  | 4e  | 5e  | 6e  | 7e  | 8e  | 9e  | 10e | 11e | 12e | 13e | 14e | 15e | 16e | 17e | 18e | 19e | 20e | 21e | 22e | 23e | 24e | 25e | 26e | 27e | 28e | 29e | 30e |
| ------ | --- | --- | --- | --- | --- | --- | --- | --- | --- | --- | --- | --- | --- | --- | --- | --- | --- | --- | --- | --- | --- | --- | --- | --- | --- | --- | --- | --- | --- | --- |
| Points | 400 | 320 | 240 | 200 | 180 | 160 | 144 | 128 | 116 | 104 | 96  | 88  | 80  | 72  | 64  | 60  | 56  | 52  | 48  | 44  | 40  | 36  | 32  | 28  | 24  | 20  | 16  | 12  | 8   | 4   |

#### Points Bonus
Des points bonus sont attribués pour le Trophée Audi-Quattro, pour rendre les épreuves attractives, au cours de ces 19 épreuves de la coupe du monde :
| - Ruka (Sprint) - Lillehammer (Skiathlon) - Lenzerheide (Sprint) - Lenzerheide (Mass-Start) - Lenzerheide (Poursuite) - Oberstdorf (Sprint) - Oberstdorf (Mass-Start) - Toblach (Individuelle) - Val di Fiemme (Mass-Start) - Oslo (Mass-Start) |

| - Falun (Mass-Start) - Lahti (Skiathlon) - Gatineau (Sprint) - Montreal (Mass-Start) - Quebec (Sprint) - Quebec (Poursuite) - Canmore (Sprint) - Canmore (Skiathlon) - Canmore (Individuelle libre) |

### Par équipe

#### Relais
| Place  | 1er | 2e  | 3e  | 4e  | 5e | 6e | 7e | 8e | 9e | 10e | 11e | 12e | 13e | 14e | 15e | 16e | 17e | 18e | 19e | 20e | 21e | 22e | 23e | 24e | 25e | 26e | 27e | 28e | 29e | 30e |
| ------ | --- | --- | --- | --- | -- | -- | -- | -- | -- | --- | --- | --- | --- | --- | --- | --- | --- | --- | --- | --- | --- | --- | --- | --- | --- | --- | --- | --- | --- | --- |
| Points | 200 | 160 | 120 | 100 | 90 | 80 | 72 | 64 | 58 | 52  | 48  | 44  | 40  | 36  | 32  | 30  | 28  | 26  | 24  | 22  | 20  | 18  | 16  | 14  | 12  | 10  | 8   | 6   | 4   | 2   |

#### Sprint
| Place  | 1er | 2e | 3e | 4e | 5e | 6e | 7e | 8e | 9e | 10e | 11e | 12e | 13e | 14e | 15e | 16e | 17e | 18e | 19e | 20e | 21e | 22e | 23e | 24e | 25e | 26e | 27e | 28e | 29e | 30e |
| ------ | --- | -- | -- | -- | -- | -- | -- | -- | -- | --- | --- | --- | --- | --- | --- | --- | --- | --- | --- | --- | --- | --- | --- | --- | --- | --- | --- | --- | --- | --- |
| Points | 100 | 80 | 60 | 50 | 45 | 40 | 36 | 32 | 29 | 26  | 24  | 22  | 20  | 18  | 16  | 15  | 14  | 13  | 12  | 11  | 10  | 9   | 8   | 7   | 6   | 5   | 4   | 3   | 2   | 1   |

## Classements

### Classements généraux
| Rang | Nom                    | Points |
| ---- | ---------------------- | ------ |
| 1    | Martin Johnsrud Sundby | 2634   |
| 2    | Petter Northug         | 1602   |
| 3    | Finn Hågen Krogh       | 1584   |
| 4    | Sergueï Oustiougov     | 1479   |
| 5    | Maurice Manificat      | 1131   |
| 6    | Niklas Dyrhaug         | 995    |
| 7    | Alex Harvey            | 889    |
| 8    | Emil Iversen           | 874    |
| 9    | Didrik Tønseth         | 871    |
| 10   | Hans Christer Holund   | 834    |

| Rang | Nom                        | Points |
| ---- | -------------------------- | ------ |
| 1    | Therese Johaug             | 2681   |
| 2    | Ingvild Flugstad Østberg   | 2302   |
| 3    | Heidi Weng                 | 2172   |
| 4    | Krista Pärmäkoski          | 1335   |
| 5    | Charlotte Kalla            | 1217   |
| 6    | Maiken Caspersen Falla     | 1151   |
| 7    | Astrid Uhrenholdt Jacobsen | 1142   |
| 8    | Jessica Diggins            | 1128   |
| 9    | Kerttu Niskanen            | 1120   |
| 10   | Anne Kylloenen             | 1025   |

### Classements de Distance
| Rang | Nom                    | Points |
| ---- | ---------------------- | ------ |
| 1    | Martin Johnsrud Sundby | 1444   |
| 2    | Maurice Manificat      | 763    |
| 3    | Niklas Dyrhaug         | 729    |
| 4    | Finn Haagen Krogh      | 614    |
| 5    | Sergueï Oustiougov     | 605    |

| Rang | Nom                      | Points |
| ---- | ------------------------ | ------ |
| 1    | Therese Johaug           | 1533   |
| 2    | Heidi Weng               | 1145   |
| 3    | Ingvild Flugstad Østberg | 976    |
| 4    | Charlotte Kalla          | 730    |
| 5    | Krista Pärmäkoski        | 664    |

### Classements de Sprint
| Rang | Nom                 | Points |
| ---- | ------------------- | ------ |
| 1    | Federico Pellegrino | 553    |
| 2    | Petter Northug      | 476    |
| 3    | Finn Hågen Krogh    | 414    |
| 4    | Baptiste Gros       | 324    |
| 5    | Eirik Brandsdal     | 307    |

| Rang | Nom                        | Points |
| ---- | -------------------------- | ------ |
| 1    | Maiken Caspersen Falla     | 726    |
| 2    | Ingvild Flugstad Østberg   | 646    |
| 3    | Stina Nilsson              | 602    |
| 4    | Heidi Weng                 | 409    |
| 5    | Astrid Uhrenholdt Jacobsen | 355    |

### Classements du Trophée Audi Quattro
| Rang | Nom                    | Points |
| ---- | ---------------------- | ------ |
| 1    | Martin Johnsrud Sundby | 608    |
| 2    | Sergueï Oustiougov     | 386    |
| 3    | Petter Northug         | 368    |
| 4    | Finn Hågen Krogh       | 312    |
| 5    | Didrik Tønseth         | 264    |

| Rang | Nom                      | Points |
| ---- | ------------------------ | ------ |
| 1    | Ingvild Flugstad Østberg | 489    |
| 2    | Heidi Weng               | 470    |
| 3    | Therese Johaug           | 430    |
| 4    | Maiken Caspersen Falla   | 302    |
| 5    | Astrid Jacobsen          | 235    |

### Coupe des Nations
| Rang | Nation    | Points |
| ---- | --------- | ------ |
| 1    | Norvège   | 24234  |
| 2    | Russie    | 6743   |
| 3    | Finlande  | 6247   |
| 4    | Suède     | 6039   |
| 5    | Allemagne | 3532   |

| Rang | Nation  | Points |
| ---- | ------- | ------ |
| 1    | Norvège | 12546  |
| 2    | Russie  | 5689   |
| 3    | France  | 2840   |
| 4    | Italie  | 1913   |
| 5    | Canada  | 1561   |

| Rang | Nation     | Points |
| ---- | ---------- | ------ |
| 1    | Norvège    | 11688  |
| 2    | Finlande   | 4731   |
| 3    | Suède      | 4671   |
| 4    | États-Unis | 2908   |
| 5    | Allemagne  | 2508   |

### Globes de cristal
| Disciplines | Disciplines | Globes de cristal      |
| ----------- | ----------- | ---------------------- |
| Général     | Général     | Martin Johnsrud Sundby |
| Distance    | Distance    | Martin Johnsrud Sundby |
| Sprint      | Sprint      | Federico Pellegrino    |

| Disciplines | Disciplines | Globes de cristal      |
| ----------- | ----------- | ---------------------- |
| Général     | Général     | Therese Johaug         |
| Distance    | Distance    | Therese Johaug         |
| Sprint      | Sprint      | Maiken Caspersen Falla |

## Calendrier et podiums

### Hommes

#### Épreuves individuelles
| Étape                                   | Lieu                               | Épreuve                            | Date                               | Vainqueur              | Deuxième               | Troisième              | Leader du classement   |
| --------------------------------------- | ---------------------------------- | ---------------------------------- | ---------------------------------- | ---------------------- | ---------------------- | ---------------------- | ---------------------- |
| Nordic Opening (27 au 29 novembre 2015) |                                    |                                    |                                    |                        |                        |                        |                        |
| 1                                       | Ruka                               | Sprint Classique                   | 27 novembre 2015                   | Sondre Turvoll Fossli  | Eirik Brandsdal        | Petter Northug         | Sondre Turvoll Fossli  |
| 2                                       | Ruka                               | 10 km Libre                        | 28 novembre 2015                   | Martin Johnsrud Sundby | Alex Harvey            | Dario Cologna          | Martin Johnsrud Sundby |
| 3                                       | Ruka                               | 15 km Classique (avec handicap)    | 29 novembre 2015                   | Niklas Dyrhaug         | Martin Johnsrud Sundby | Sjur Røthe             | Martin Johnsrud Sundby |
| 4                                       | Nordic Opening - Classement final  | Nordic Opening - Classement final  | Nordic Opening - Classement final  | Martin Johnsrud Sundby | Petter Northug         | Finn Hågen Krogh       | Martin Johnsrud Sundby |
| Fin du Nordic Opening                   |                                    |                                    |                                    |                        |                        |                        |                        |
| 5                                       | Lillehammer                        | 30 km Skiathlon                    | 5 décembre 2015                    | Martin Johnsrud Sundby | Niklas Dyrhaug         | Hans Christer Holund   | Martin Johnsrud Sundby |
| 6                                       | Davos                              | 30 km Libre                        | 12 décembre 2015                   | Martin Johnsrud Sundby | Maurice Manificat      | Anders Gløersen        | Martin Johnsrud Sundby |
| 7                                       | Davos                              | Sprint Libre                       | 13 décembre 2015                   | Federico Pellegrino    | Baptiste Gros          | Sondre Turvoll Fossli  | Martin Johnsrud Sundby |
| 8                                       | Toblach                            | Sprint Libre                       | 19 décembre 2015                   | Federico Pellegrino    | Simeon Hamilton        | Andrew Young           | Martin Johnsrud Sundby |
| 9                                       | Toblach                            | 15 km Classique                    | 20 décembre 2015                   | Martin Johnsrud Sundby | Alexander Bessmertnykh | Sjur Røthe             | Martin Johnsrud Sundby |
| Tour de Ski (1er au 10 janvier 2016)    |                                    |                                    |                                    |                        |                        |                        |                        |
| 10                                      | Lenzerheide                        | Sprint Libre                       | 1er janvier 2016                   | Federico Pellegrino    | Sergueï Oustiougov     | Finn Hågen Krogh       | Martin Johnsrud Sundby |
| 11                                      | Lenzerheide                        | 30 km Classique (Départ en ligne)  | 2 janvier 2016                     | Martin Johnsrud Sundby | Petter Northug         | Didrik Tønseth         | Martin Johnsrud Sundby |
| 12                                      | Lenzerheide                        | 10 km Libre (avec handicap)        | 3 janvier 2016                     | Martin Johnsrud Sundby | Petter Northug         | Finn Hågen Krogh       | Martin Johnsrud Sundby |
| 13                                      | Oberstdorf,                        | Sprint Classique                   | 5 janvier 2016                     | Emil Iversen           | Sergueï Oustiougov     | Alexey Poltoranin      | Martin Johnsrud Sundby |
| 14                                      | Oberstdorf,                        | 15 km Classique (Départ en ligne)  | 6 janvier 2016                     | Alexey Poltoranin      | Dario Cologna          | Francesco de Fabiani   | Martin Johnsrud Sundby |
| 15                                      | Toblach                            | 10 km Libre                        | 8 janvier 2016                     | Finn Hågen Krogh       | Martin Johnsrud Sundby | Maurice Manificat      | Martin Johnsrud Sundby |
| 16                                      | Val di Fiemme                      | 15 km Classique (Départ en ligne)  | 9 janvier 2016                     | Martin Johnsrud Sundby | Niklas Dyrhaug         | Alexey Poltoranin      | Martin Johnsrud Sundby |
| 17                                      | Val di Fiemme                      | 9 km Libre (avec handicap)         | 10 janvier 2016                    | Martin Johnsrud Sundby | Robin Duvillard        | Matti Heikkinen        | Martin Johnsrud Sundby |
| 18                                      | Tour de Ski - Classement final     | Tour de Ski - Classement final     | Tour de Ski - Classement final     | Martin Johnsrud Sundby | Finn Hågen Krogh       | Sergueï Oustiougov     | Martin Johnsrud Sundby |
| Fin du Tour de Ski                      |                                    |                                    |                                    |                        |                        |                        |                        |
| 19                                      | Planica                            | Sprint Libre                       | 16 janvier 2016                    | Federico Pellegrino    | Baptiste Gros          | Richard Jouve          | Martin Johnsrud Sundby |
| 20                                      | Nové Město                         | 15 km Libre                        | 23 janvier 2016                    | Maurice Manificat      | Martin Johnsrud Sundby | Sergueï Oustiougov     | Martin Johnsrud Sundby |
| 21                                      | Drammen                            | Sprint Classique                   | 3 février 2016                     | Petter Northug         | Ola Vigen Hattestad    | Eirik Brandsdal        | Martin Johnsrud Sundby |
| 22                                      | Oslo                               | 50 km Classique (Départ en ligne)  | 6 février 2016                     | Martin Johnsrud Sundby | Niklas Dyrhaug         | Maxim Vylegzhanin      | Martin Johnsrud Sundby |
| 23                                      | Stockholm                          | Sprint Classique                   | 11 février 2016                    | Nikita Kriukov         | Ola Vigen Hattestad    | Petter Northug         | Martin Johnsrud Sundby |
| 24                                      | Falun                              | 10 km Classique                    | 13 février 2016                    | Maxim Vylegzhanin      | Alexander Bessmertnykh | Maurice Manificat      | Martin Johnsrud Sundby |
| 25                                      | Falun                              | 15 km Libre (Départ en ligne)      | 14 février 2016                    | Sergueï Oustiougov     | Francesco de Fabiani   | Martin Johnsrud Sundby | Martin Johnsrud Sundby |
| 26                                      | Lahti                              | Sprint Libre                       | 20 février 2016                    | Emil Iversen           | Finn Hågen Krogh       | Petter Northug         | Martin Johnsrud Sundby |
| 27                                      | Lahti                              | 30 km Skiathlon                    | 21 février 2016                    | Martin Johnsrud Sundby | Finn Hågen Krogh       | Hans Christer Holund   | Martin Johnsrud Sundby |
| Ski Tour Canada (1 au 12 mars 2016)     |                                    |                                    |                                    |                        |                        |                        |                        |
| 28                                      | Gatineau                           | Sprint Libre                       | 1er mars 2016                      | Sergueï Oustiougov     | Richard Jouve          | Simeon Hamilton        | Martin Johnsrud Sundby |
| 29                                      | Montréal                           | 20 km Classique (Départ en ligne)  | 2 mars 2016                        | Emil Iversen           | Petter Northug         | Sergueï Oustiougov     | Martin Johnsrud Sundby |
| 30                                      | Québec                             | Sprint Libre                       | 4 mars 2016                        | Baptiste Gros          | Alex Harvey            | Sergueï Oustiougov     | Martin Johnsrud Sundby |
| 31                                      | Québec                             | 15 km Libre (avec handicap)        | 5 mars 2016                        | Sergueï Oustiougov     | Petter Northug         | Emil Iversen           | Martin Johnsrud Sundby |
| 32                                      | Canmore                            | Sprint Classique                   | 8 mars 2016                        | Federico Pellegrino    | Eirik Brandsdal        | Maurice Manificat      | Martin Johnsrud Sundby |
| 33                                      | Canmore                            | 30 km Skiathlon                    | 9 mars 2016                        | Martin Johnsrud Sundby | Sergueï Oustiougov     | Matti Heikkinen        | Martin Johnsrud Sundby |
| 34                                      | Canmore                            | 15 km Libre                        | 11 mars 2016                       | Matti Heikkinen        | Evgeniy Belov          | Marcus Hellner         | Martin Johnsrud Sundby |
| 35                                      | Canmore                            | 15 km Classique (avec handicap)    | 12 mars 2016                       | Maurice Manificat      | Matti Heikkinen        | Martin Johnsrud Sundby | Martin Johnsrud Sundby |
| 36                                      | Ski Tour Canada - Classement final | Ski Tour Canada - Classement final | Ski Tour Canada - Classement final | Martin Johnsrud Sundby | Sergueï Oustiougov     | Petter Northug         | Martin Johnsrud Sundby |
| Fin du Ski Tour Canada                  |                                    |                                    |                                    |                        |                        |                        |                        |

#### Épreuves par équipes
| Étape | Lieu        | Épreuve           | Date            | Vainqueur                                                                                   | Deuxième                                                                                           | Troisième                                                                            |
| ----- | ----------- | ----------------- | --------------- | ------------------------------------------------------------------------------------------- | -------------------------------------------------------------------------------------------------- | ------------------------------------------------------------------------------------ |
| 1     | Lillehammer | Relais 4 x 7,5 km | 6 décembre 2015 | Norvège I - Niklas Dyrhaug - Hans Christer Holund - Martin Johnsrud Sundby - Petter Northug | Norvège III - Martin Løwstrøm Nyenget - Mathias Rundgreen - Simen Andreas Sveen - Finn Hågen Krogh | Norvège II - Emil Iversen - Didrik Tønseth - Sjur Røthe - Anders Gløersen            |
| 2     | Planica     | Sprint Libre      | 17 janvier 2016 | Italie I - Dietmar Nöckler - Federico Pellegrino                                            | France I - Renaud Jay - Baptiste Gros                                                              | France II - Valentin Chauvin - Richard Jouve                                         |
| 3     | Nové Město  | Relais 4 x 7,5 km | 24 janvier 2016 | Norvège I - Sjur Røthe - Martin Johnsrud Sundby - Mathias Rundgreen - Finn Hågen Krogh      | Russie I - Evgeniy Belov - Alexander Legkov - Alexey Chervotkin - Sergueï Oustiougov               | Italie - Dietmar Nöckler - Francesco de Fabiani - Roland Clara - Federico Pellegrino |

### Femmes

#### Épreuves individuelles
| Étape                                   | Lieu                               | Épreuve                            | Date                               | Vainqueur                | Deuxième                 | Troisième                | Leader du classement   |
| --------------------------------------- | ---------------------------------- | ---------------------------------- | ---------------------------------- | ------------------------ | ------------------------ | ------------------------ | ---------------------- |
| Nordic Opening (27 au 29 novembre 2015) |                                    |                                    |                                    |                          |                          |                          |                        |
| 1                                       | Ruka                               | Sprint Classique                   | 27 novembre 2015                   | Maiken Caspersen Falla   | Stina Nilsson            | Ragnhild Haga            | Maiken Caspersen Falla |
| 2                                       | Ruka                               | 5 km Libre                         | 28 novembre 2015                   | Therese Johaug           | Charlotte Kalla          | Ida Ingemarsdotter       | Ida Ingemarsdotter     |
| 3                                       | Ruka                               | 10 km Classique (avec handicap)    | 29 novembre 2015                   | Therese Johaug           | Stina Nilsson            | Kerttu Niskanen          | Therese Johaug         |
| 4                                       | Nordic Opening - Classement final  | Nordic Opening - Classement final  | Nordic Opening - Classement final  | Therese Johaug           | Stina Nilsson            | Ingvild Flugstad Østberg | Therese Johaug         |
| Fin du Nordic Opening                   |                                    |                                    |                                    |                          |                          |                          |                        |
| 5                                       | Lillehammer                        | 15 km Skiathlon                    | 5 décembre 2015                    | Therese Johaug           | Heidi Weng               | Charlotte Kalla          | Therese Johaug         |
| 6                                       | Davos                              | 15 km Libre                        | 12 décembre 2015                   | Therese Johaug           | Ingvild Flugstad Østberg | Heidi Weng               | Therese Johaug         |
| 7                                       | Davos                              | Sprint Libre                       | 13 décembre 2015                   | Stina Nilsson            | Maiken Caspersen Falla   | Ingvild Flugstad Østberg | Therese Johaug         |
| 8                                       | Toblach                            | Sprint Libre                       | 19 décembre 2015                   | Maiken Caspersen Falla   | Ingvild Flugstad Østberg | Stina Nilsson            | Therese Johaug         |
| 9                                       | Toblach                            | 10 km Classique                    | 20 décembre 2015                   | Therese Johaug           | Krista Pärmäkoski        | Ingvild Flugstad Østberg | Therese Johaug         |
| Tour de Ski (1er au 10 janvier 2016)    |                                    |                                    |                                    |                          |                          |                          |                        |
| 10                                      | Lenzerheide                        | Sprint Libre                       | 1er janvier 2016                   | Maiken Caspersen Falla   | Ida Ingemarsdotter       | Ingvild Flugstad Østberg | Therese Johaug         |
| 11                                      | Lenzerheide                        | 15 km Classique (Départ en ligne)  | 2 janvier 2016                     | Therese Johaug           | Ingvild Flugstad Østberg | Heidi Weng               | Therese Johaug         |
| 12                                      | Lenzerheide                        | 5 km Libre (avec handicap)         | 3 janvier 2016                     | Ingvild Flugstad Østberg | Therese Johaug           | Heidi Weng               | Therese Johaug         |
| 13                                      | Oberstdorf,                        | Sprint Classique                   | 5 janvier 2016                     | Sophie Caldwell          | Heidi Weng               | Ingvild Flugstad Østberg | Therese Johaug         |
| 14                                      | Oberstdorf,                        | 10 km Classique (Départ en ligne)  | 6 janvier 2016                     | Therese Johaug           | Ingvild Flugstad Østberg | Heidi Weng               | Therese Johaug         |
| 15                                      | Toblach                            | 5 km Libre                         | 8 janvier 2016                     | Jessica Diggins          | Heidi Weng               | Ingvild Flugstad Østberg | Therese Johaug         |
| 16                                      | Val di Fiemme                      | 10 km Classique (Départ en ligne)  | 9 janvier 2016                     | Heidi Weng               | Ingvild Flugstad Østberg | Therese Johaug           | Therese Johaug         |
| 17                                      | Val di Fiemme                      | 9 km Libre (avec handicap)         | 10 janvier 2016                    | Therese Johaug           | Heidi Weng               | Elizabeth Stephen        | Therese Johaug         |
| 18                                      | Tour de Ski - Classement final     | Tour de Ski - Classement final     | Tour de Ski - Classement final     | Therese Johaug           | Ingvild Flugstad Østberg | Heidi Weng               | Therese Johaug         |
| Fin du Tour de Ski                      |                                    |                                    |                                    |                          |                          |                          |                        |
| 19                                      | Planica                            | Sprint Libre                       | 16 janvier 2016                    | Stina Nilsson            | Astrid Jacobsen          | Heidi Weng               | Therese Johaug         |
| 20                                      | Nové Město                         | 10 km Libre                        | 23 janvier 2016                    | Therese Johaug           | Astrid Jacobsen          | Jessica Diggins          | Therese Johaug         |
| 21                                      | Drammen                            | Sprint Classique                   | 3 février 2016                     | Maiken Caspersen Falla   | Ingvild Flugstad Østberg | Natalia Matveeva         | Therese Johaug         |
| 22                                      | Oslo                               | 30 km Classique (Départ en ligne)  | 7 février 2016                     | Therese Johaug           | Ingvild Flugstad Østberg | Anne Kyllönen            | Therese Johaug         |
| 23                                      | Stockholm                          | Sprint Classique                   | 11 février 2016                    | Maiken Caspersen Falla   | Ingvild Flugstad Østberg | Stina Nilsson            | Therese Johaug         |
| 24                                      | Falun                              | 5 km Classique                     | 13 février 2016                    | Therese Johaug           | Heidi Weng               | Ingvild Flugstad Østberg | Therese Johaug         |
| 25                                      | Falun                              | 10 km Libre (Départ en ligne)      | 14 février 2016                    | Therese Johaug           | Heidi Weng               | Astrid Jacobsen          | Therese Johaug         |
| 26                                      | Lahti                              | Sprint Libre                       | 20 février 2016                    | Maiken Caspersen Falla   | Jessica Diggins          | Heidi Weng               | Therese Johaug         |
| 27                                      | Lahti                              | 15 km Skiathlon                    | 21 février 2016                    | Therese Johaug           | Heidi Weng               | Ingvild Flugstad Østberg | Therese Johaug         |
| Ski Tour Canada (1 au 12 mars 2016)     |                                    |                                    |                                    |                          |                          |                          |                        |
| 28                                      | Gatineau                           | Sprint Libre                       | 1er mars 2016                      | Maiken Caspersen Falla   | Stina Nilsson            | Jessica Diggins          | Therese Johaug         |
| 29                                      | Montréal                           | 13 km Classique (Départ en ligne)  | 2 mars 2016                        | Therese Johaug           | Heidi Weng               | Astrid Jacobsen          | Therese Johaug         |
| 30                                      | Québec                             | Sprint Libre                       | 4 mars 2016                        | Stina Nilsson            | Maiken Caspersen Falla   | Heidi Weng               | Therese Johaug         |
| 31                                      | Québec                             | 10 km Libre (avec handicap)        | 5 mars 2016                        | Heidi Weng               | Therese Johaug           | Astrid Jacobsen          | Therese Johaug         |
| 32                                      | Canmore                            | Sprint Classique                   | 8 mars 2016                        | Maiken Caspersen Falla   | Astrid Jacobsen          | Ingvild Flugstad Østberg | Therese Johaug         |
| 33                                      | Canmore                            | 15 km Skiathlon                    | 9 mars 2016                        | Heidi Weng               | Therese Johaug           | Astrid Jacobsen          | Therese Johaug         |
| 34                                      | Canmore                            | 10 km Libre                        | 11 mars 2016                       | Ingvild Flugstad Østberg | Heidi Weng               | Krista Pärmäkoski        | Therese Johaug         |
| 35                                      | Canmore                            | 10 km Classique (avec handicap)    | 12 mars 2016                       | Krista Pärmäkoski        | Therese Johaug           | Jessica Diggins          | Therese Johaug         |
| 36                                      | Ski Tour Canada - Classement final | Ski Tour Canada - Classement final | Ski Tour Canada - Classement final | Therese Johaug           | Heidi Weng               | Ingvild Flugstad Østberg | Therese Johaug         |
| Fin du Ski Tour Canada                  |                                    |                                    |                                    |                          |                          |                          |                        |

#### Épreuves par équipes
| Étape | Lieu        | Épreuve         | Date            | Vainqueur                                                                                 | Deuxième                                                                            | Troisième                                                                             |
| ----- | ----------- | --------------- | --------------- | ----------------------------------------------------------------------------------------- | ----------------------------------------------------------------------------------- | ------------------------------------------------------------------------------------- |
| 1     | Lillehammer | Relais 4 x 5 km | 6 décembre 2015 | Norvège - Maiken Caspersen Falla - Ingvild Flugstad Østberg - Therese Johaug - Heidi Weng | Finlande - Krista Pärmäkoski - Kerttu Niskanen - Laura Mononen - Anne Kyllönen      | États-Unis - Rosie Brennan - Sadie Bjornsen - Elizabeth Stephen - Jessica Diggins     |
| 2     | Planica     | Sprint Libre    | 17 janvier 2016 | Suède - Ida Ingemarsdotter - Stina Nilsson                                                | Norvège - Heidi Weng - Astrid Jacobsen                                              | Allemagne - Sandra Ringwald - Hanna Kolb                                              |
| 3     | Nové Město  | Relais 4 x 5 km | 24 janvier 2016 | Norvège - Ingvild Flugstad Østberg - Heidi Weng - Therese Johaug - Astrid Jacobsen        | États-Unis - Sophie Caldwell - Sadie Bjornsen - Elizabeth Stephen - Jessica Diggins | Finlande - Anne Kyllönen - Krista Pärmäkoski - Riitta-Liisa Roponen - Kerttu Niskanen |